# Xenija Melnik
Xenija Melnik (* 2001) ist eine deutsche Politikerin (Die Linke). Sie ist seit dem 26. März 2025 Mitglied der Hamburger Bürgerschaft.

## Leben
Melnik wuchs in Hamburg auf. Ihre Eltern stammen aus der Ukraine und sind Spätaussiedler. Melnik erlangte das Abitur an der Lessing-Stadtteilschule und studierte 2020 an der Norddeutschen Akademie für Steuerrecht und Finanzen. Sie arbeitete bei der Hamburger Steuerverwaltung und später in der freien Wirtschaft. Seit 2024 ist Melnik als Steuerfachangestellte bei der Kanzlei Hansa Partner Rommel & Meyer tätig. Sie lebt in Harburg.

## Politische Laufbahn
2019 trat Melnik der Partei Die Linke bei. Sie ist Vorstandsmitglied beim Bezirksverband Die Linke Harburg.
2024 zog Melnik in die Bezirksversammlung Harburg ein. Bei der Wahl zur Bürgerschaft 2025 wurde sie auf Platz 17 der Landesliste gesetzt und trat zudem als Direktkandidatin im Wahlkreis Harburg an, wo sie mit 10.674 Stimmen das dritte Mandat gewann. Melnik wurde zur stellvertretenden Fraktionsvorsitzenden gewählt. Sie ist die jüngste Abgeordnete der Bürgerschaft in ihrer 23. Wahlperiode.